# Skip James
Skip James, vero nome Nehemiah Curtis James (Bentonia, 21 giugno 1902 – Filadelfia, 3 ottobre 1969), è stato un chitarrista e pianista statunitense.
Figlio di un predicatore, fu uno degli ispiratori delle grandi personalità del blues americano.
Famoso soprattutto per la sua I'm So Glad, ripresa dai Cream negli anni '60, nel 1931 incise 26 brani che non ebbero molto successo. Fu riscoperto nel 1964, quando riscosse un grande successo al Newport Folk Festival di quell'anno.
Un altro brano suggestivo con cui viene ricordato è Devil Got My Woman.
È morto di cancro nel 1969.

## Discografia
Sezione di 1931
- "Devil Got My Woman" Febbraio 1931, Grafton
- "Cypress Grove Blues" Febbraio 1931, Grafton
- "Cherry Ball Blues" Febbraio 1931, Grafton
- "Illinois Blues" Febbraio 1931, Grafton
- "Four O'Clock Blues" Febbraio 1931, Grafton
- "Hard-Luck Child" Febbraio 1931, Grafton
- "Hard Time Killin' Floor Blues" Febbraio 1931, Grafton
- "Yola My Blues Away" Febbraio 1931, Grafton
- "Jesus Is A Mighty Good Leader" Febbraio 1931, Grafton
- "Be Ready When He Comes" Febbraio 1931, Grafton
- "Drunken Spree" Febbraio 1931, Grafton
- "I'm So Glad" Febbraio 1931, Grafton
- "Special Rider Blues" Febbraio 1931, Grafton
- "How Long Buck" Febbraio 1931, Grafton
- "Little Cow And Calf Is Gonna Die Blues" Febbraio 1931, Grafton
- "What Am I To Do Blues" Febbraio 1931, Grafton
- "22-20 Blues" Febbraio 1931, Grafton
- "If You Haven't Any Hay Get On Down The Road" Febbraio 1931, Grafton

Blues Revival: 1964-1969
- She Lyin Adelphi, 1964
- Skip James Today! Vanguard, 1965
- Devil Got My Woman  Vanguard, 1968
- I'm So Glad Vanguard, 1978
- Live: Boston, 1964 & Philadelphia, 1966  Document, 1994
- Skip's Piano Blues, 1964 (Genes, 1998)
- Blues From the Delta Vanguard, 1998
- The Complete Bloomington, Indiana Concert - March 30, 1968 Document, 1999
- Skip's Guitar Blues, 1964(?) (Genes, 1999)
- Studio Sessions: Rare and Unreleased, 1967 (Vanguard, 2003)
- Hard Time Killing Floor Blues Biograph, 2003†
- Heroes of the Blues: The Very Best of Skip James Shout!, 2003
- Hard Time Universe, 2003†